# 佩尼亚斯德圣佩德罗
佩尼亚斯德圣佩德罗，是西班牙卡斯蒂利亚-拉曼恰自治区阿尔瓦塞特省的一个市镇。 总面积159km², 总人口1167人（2001年），人口密度7人/km²。